# Thallomys shortridgei
Thallomys shortridgei is een knaagdier uit het geslacht Thallomys dat voorkomt ten zuiden van de Oranjerivier in de Zuid-Afrikaanse provincie Noord-Kaap. Deze soort wordt soms als een ondersoort van T. nigricauda of T. paedulcus gezien, maar volgens de oorspronkelijke beschrijving is het een aparte soort met een aantal belangrijke schedel- en kleurkenmerken, zoals de kleine bullae.